# Rutesheim
Rutesheim är en stad i Landkreis Böblingen i regionen Stuttgart i Regierungsbezirk Stuttgart i förbundslandet Baden-Württemberg i Tyskland.